# فهرست دانشگاه‌های علوم پزشکی ایران
دانشگاه‌های علوم پزشکی در ایران دانشگاه‌هایی هستند که در آن‌ها رشته‌های گروه پزشکی تدریس می‌شود و زیر نظر وزارت بهداشت، درمان و آموزش پزشکی ایران فعالیت می‌کنند. این دانشگاه‌ها علاوه بر وظیفهٔ اصلی خود که آموزش و تربیت نیروی انسانی در رده‌های مختلف گروه پزشکی است، متولی بهداشت و سلامت در منطقهٔ تحت پوشش خود هستند و بر امور مؤسسات درمانی تابعه از جمله بیمارستان‌ها، مراکز بهداشتی درمانی شهری و روستایی، خانه‌های بهداشت و پایگاه‌های اورژانس نظارت می‌کنند.
سابقهٔ آموزش پزشکی در ایران به زمان تأسیس دارالفنون در سال ۱۲۳۰ خورشیدی بازمی‌گردد. رشتهٔ پزشکی یکی از رشته‌های اولیهٔ این مؤسسه بود. در سال ۱۲۹۷، بخش‌هایی از دارالفنون که مرتبط به پزشکی بود از آن جدا شد و «مدرسهٔ طب» نام گرفت. در همین دوره، به‌خصوص از سال ۱۳۰۷، آموزش پزشکی نظم و قوام بیشتری پیدا کرد و به دوره‌های آموزشی «علوم پایه» و «بالینی» تقسیم شد. مدرسهٔ طب در نهایت در سال ۱۳۱۳ با تأسیس دانشکده پزشکی دانشگاه تهران در آن ادغام شد. دانشکده‌های پزشکی شیراز، اصفهان و تبریز در سال ۱۳۲۵ تأسیس شدند و در سال ۱۳۲۸ نیز دانشکده پزشکی مشهد شروع به کار کرد. دانشکده‌های علوم پزشکی ملی (شهید بهشتی فعلی)، اهواز، ارتش، شاهنشاهی (ایران فعلی)، کرمانشاه، ساری، همدان، ارومیه، کرمان، جهرم و فسا تا پیش از وقوع انقلاب اسلامی تأسیس شدند.
پس از انقلاب ۱۳۵۷ و تغییر در بافت وزارتخانه‌ها در ایران، در سال ۱۳۶۵، تشکیلات آموزش رشته‌های علوم پزشکی از وزارت علوم و آموزش عالی منفک شد و با وزارت بهداری آن زمان ادغام گردید. این مجموعهٔ جدید تحت عنوان وزارت بهداشت، درمان و آموزش پزشکی به کار خود ادامه داد. دانشگاه‌های جامع کشور نیز به تبع آن به تدریج به دو مؤسسهٔ مستقل با مدیریت جداگانه منفک شدند که یکی از آن‌ها که مربوط به حوزه‌های علوم پزشکی بود، «دانشگاه علوم پزشکی» نام گرفت. فرآیند تأسیس دانشکده‌های علوم پزشکی که با وقوع انقلاب اسلامی متوقف شده بود، در سال ۱۳۶۱ با تأسیس دانشکده‌های علوم پزشکی در شاهرود و رفسنجان از سر گرفته شد و عمدهٔ دانشکده‌های علوم پزشکی کشور از همان سال تا پایان دههٔ ۱۳۶۰ تأسیس شدند.
در حال حاضر ۵۱ دانشگاه و ۱۶ دانشکدهٔ علوم پزشکی دولتی و ۹۶ واحد مجری علوم پزشکی دانشگاه آزاد اسلامی واحد در کشور فعال هستند. بر اساس آماری در سال ۱۳۹۵، حدود ۲۵۰ هزار دانشجوی علوم پزشکی تحصیل می‌کنند.

## کلان‌منطقه‌های آموزش
دانشگاه‌های علوم پزشکی کشور و زیرمجموعه‌های وزارت بهداشت، درمان و آموزش پزشکی در حوزهٔ سلامت به لحاظ شاخص‌هایی مانند نیروی انسانی و تجهیزات به ۱۰ کلان‌منطقه طبقه‌بندی شده‌اند. همچنین وظایف دانشگاه‌های علوم پزشکی کشور در این بازنگری در چهار لایهٔ فراملی، ملی، استانی و منطقه‌ای تقسیم‌بندی شده‌است.
۱۰ کلان منطقه حوزهٔ آموزش سلامت در کشور به شرح ذیل تقسیم‌بندی شده‌اند:

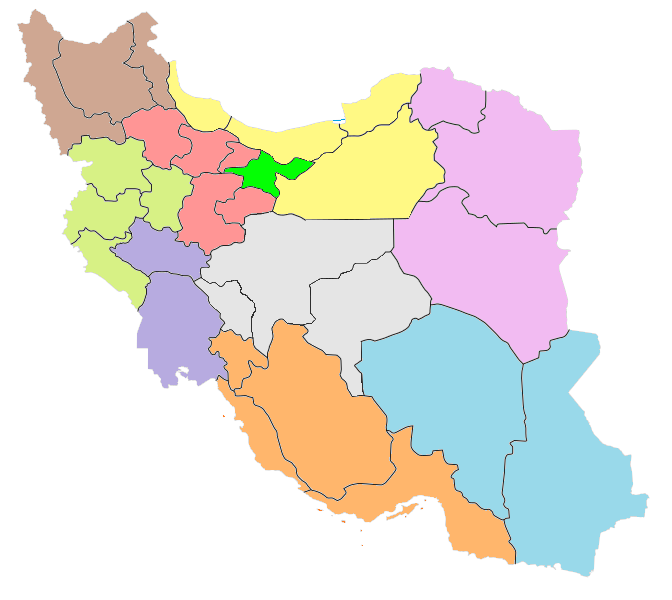
نقشهٔ قطب‌های ده‌گانهٔ دانشگاه‌های علوم پزشکی

| قطب  | شامل |
| ---- | --- |
| یک   | ساری، گیلان، گلستان، سمنان، بابل و شاهرود                                                                           |
| دو   | تبریز، ارومیه، اردبیل و دانشکده‌های علوم پزشکی مستقر در منطقه                                                        |
| سه   | همدان، کرمانشاه، کردستان و ایلام                                                                                    |
| چهار | اهواز، لرستان، دزفول، آبادان و دانشکده‌های علوم پزشکی بهبهان و شوشتر                                                 |
| پنج  | شیراز، هرمزگان، یاسوج، بوشهر، فسا، جهرم و دانشکده‌های علوم پزشکی لارستان و گراش                                      |
| شش   | زنجان، البرز، قم، قزوین، اراک و دانشکده‌های علوم پزشکی ساوه و خمین                                                   |
| هفت  | اصفهان، یزد، شهرکرد، کاشان                                                                                          |
| هشت  | کرمان، زاهدان، رفسنجان، زابل، جیرفت، بم، ایرانشهر و دانشکدهٔ علوم پزشکی سیرجان                                       |
| نه   | مشهد، نیشابور، بیرجند، خراسان شمالی، سبزوار، گناباد، تربت حیدریه و دانشکده‌های علوم پزشکی تربت جام و اسفراین و کاشمر |
| ده   | تهران، شهید بهشتی، ایران، بقیةالله، شاهد، ارتش و توانبخشی و سلامت اجتماعی                                           |

## فهرست
| ردیف | نام دانشگاه                           | نشان | شهر         | سال تأسیس | تعداد دانشکده | تعداد بیمارستان تحت پوشش | تعداد تخت فعال در بیمارستان | تعداد شهرستان تحت پوشش | جمعیت تحت پوشش | دانشکده‌های اقماری                             | منابع  |
| ۱    | دانشگاه علوم توانبخشی و سلامت اجتماعی |      | تهران       | ۱۳۷۱      | ۳             | ۲                        | ۱۱۲۸                        | —                      | —              | —                                             | [ ۱۹ ] |
| ۲    | دانشگاه علوم پزشکی آبادان             |      | آبادان      | ۱۳۷۱      | ۲             | ۷                        | ۷۳۴                         | ۳                      | ۶۱۱۳۴۷         | —                                             | [ ۲۰ ] |
| ۳    | دانشگاه علوم پزشکی اراک               |      | اراک        | ۱۳۶۵      | ۷             | ۱۶                       | ۱۷۸۲                        | ۹                      | ۹۷۴۳۳۲         | شازند                                         | [ ۲۱ ] |
| ۴    | دانشگاه علوم پزشکی ارتش               |      | تهران       | ۱۳۵۰      | ۵             | ۶                        | —                           | —                      | —              | —                                             | [ ۲۲ ] |
| ۵    | دانشگاه علوم پزشکی اردبیل             |      | اردبیل      | ۱۳۷۲      | ۹             | ۱۶                       | ۱۸۸۶                        | ۹                      | ۱۱۰۳۵۱۸        | گرمی، مشگین‌شهر                                | [ ۲۳ ] |
| ۶    | دانشگاه علوم پزشکی ارومیه             |      | ارومیه      | ۱۳۵۶      | ۱۲            | ۳۱                       | ۳۷۶۰                        | ۱۶                     | ۲۹۵۵۸۶۲        | بوکان، سلماس، مهاباد، میاندوآب، نقده          | [ ۲۴ ] |
| ۷    | دانشگاه علوم پزشکی اصفهان             |      | اصفهان      | ۱۳۲۵      | ۱۱            | ۵۵                       | ۶۹۴۵                        | ۲۲                     | ۴۶۹۱۷۱۳        | —                                             | [ ۶ ]  |
| ۸    | دانشگاه علوم پزشکی البرز              |      | کرج         | ۱۳۸۶      | ۷             | ۱۹                       | ۲۷۲۱                        | ۶                      | ۲۷۷۲۳۷۷        | هشتگرد                                        | [ ۲۵ ] |
| ۹    | دانشگاه علوم پزشکی ایران              |      | تهران       | ۱۳۵۲      | ۱۰            | ۶۵                       | ۱۰۹۵۶                       | ۶                      | ۵۰۳۴۰۰۰        | —                                             | [ ۲۶ ] |
| ۱۰   | دانشگاه علوم پزشکی ایرانشهر           |      | ایرانشهر    | ۱۳۷۲      | ۵             | ۵                        | ۷۳۰                         | ۱۰                     | ۱۲۹۵۵۵۷        | چابهار، نیکشهر                                | [ ۲۷ ] |
| ۱۱   | دانشگاه علوم پزشکی ایلام              |      | ایلام       | ۱۳۶۹      | ۵             | ۱۲                       | ۸۶۱                         | ۱۰                     | ۵۸۴۶۷۰         | —                                             | [ ۲۸ ] |
| ۱۲   | دانشگاه علوم پزشکی بابل               |      | بابل        | ۱۳۶۲      | ۸             | ۸                        | ۱۲۰۰                        | ۱                      | ۵۳۹۲۲۲         | رامسر                                         | [ ۲۹ ] |
| ۱۳   | دانشگاه علوم پزشکی بقیةالله           |      | تهران       | ۱۳۶۴      | ۵             | ۴                        | —                           | —                      | —              | —                                             | [ ۳۰ ] |
| ۱۴   | دانشگاه علوم پزشکی بم                 |      | بم          | ۱۳۷۰      | ۳             | ۲                        | ۳۱۸                         | ۴                      | ۴۴۷۹۳۰         | —                                             | [ ۳۱ ] |
| ۱۵   | دانشگاه علوم پزشکی بوشهر              |      | بوشهر       | ۱۳۶۲      | ۵             | ۱۸                       | ۱۴۵۵                        | ۱۰                     | ۱۱۸۹۴۹۱        | —                                             | [ ۳۲ ] |
| ۱۶   | دانشگاه علوم پزشکی بیرجند             |      | بیرجند      | ۱۳۶۴      | ۱۰            | ۱۷                       | ۱۵۶۰                        | ۱۷                     | ۷۷۶۲۳۹         | سرایان، طبس، فردوس، قائن                      | [ ۳۳ ] |
| ۱۷   | دانشگاه علوم پزشکی تبریز              |      | تبریز       | ۱۳۲۵      | ۱۲            | ۴۳                       | ۵۹۵۹                        | ۱۸                     | ۳۵۶۷۱۹۸        | اهر، جلفا                                     | [ ۷ ]  |
| ۱۸   | دانشگاه علوم پزشکی تربت حیدریه        |      | تربت حیدریه | ۱۳۷۲      | ۳             | ۳                        | ۳۲۳                         | ۳                      | ۳۴۳۷۳۰         | —                                             | [ ۳۴ ] |
| ۱۹   | دانشگاه علوم پزشکی تهران              |      | تهران       | ۱۳۱۳      | ۱۲            | ۳۰                       | ۵۷۷۹                        | ۳                      | ۲۸۶۲۴۸۳        | —                                             | [ ۳۵ ] |
| ۲۰   | دانشگاه علوم پزشکی جندی‌شاپور اهواز    |      | اهواز       | ۱۳۳۶      | ۱۰            | ۳۹                       | ۵۴۱۵                        | ۱۸                     | ۳۰۱۱۰۹۳        | بستان                                         | [ ۳۶ ] |
| ۲۱   | دانشگاه علوم پزشکی جهرم               |      | جهرم        | ۱۳۶۵      | ۳             | ۴                        | ۷۵۸                         | ۲                      | ۲۳۲۳۷۶         | —                                             | [ ۳۷ ] |
| ۲۲   | دانشگاه علوم پزشکی جیرفت              |      | جیرفت       | ۱۳۶۷      | ۴             | ۷                        | ۶۹۰                         | ۶                      | ۷۷۷۲۵۹         | —                                             | [ ۳۸ ] |
| ۲۳   | دانشگاه علوم پزشکی خراسان شمالی       |      | بجنورد      | ۱۳۷۰      | ۶             | ۸                        | ۹۶۵                         | ۷                      | ۷۴۲۹۵۱         | آشخانه، شیروان                                | [ ۳۹ ] |
| ۲۴   | دانشگاه علوم پزشکی دزفول              |      | دزفول       | ۱۳۸۶      | ۳             | ۶                        | ۶۹۵                         | ۳                      | ۷۱۹۹۳۸         | —                                             | [ ۴۰ ] |
| ۲۵   | دانشگاه علوم پزشکی رفسنجان            |      | رفسنجان     | ۱۳۶۱      | ۵             | ۴                        | ۵۹۲                         | ۲                      | ۳۵۳۰۹۰         | —                                             | [ ۱۲ ] |
| ۲۶   | دانشگاه علوم پزشکی زابل               |      | زابل        | ۱۳۷۰      | ۵             | ۵                        | ۵۹۶                         | ۵                      | ۳۹۲۸۶۴         | —                                             | [ ۴۱ ] |
| ۲۷   | دانشگاه علوم پزشکی زاهدان             |      | زاهدان      | ۱۳۶۵      | ۷             | ۱۱                       | ۱۴۱۴                        | ۴                      | ۱۰۸۳۴۲۸        | خاش                                           | [ ۴۲ ] |
| ۲۸   | دانشگاه علوم پزشکی زنجان              |      | زنجان       | ۱۳۶۶      | ۸             | ۱۴                       | ۱۷۱۴                        | ۸                      | ۱۰۶۵۸۰۶        | ابهر                                          | [ ۴۳ ] |
| ۲۹   | دانشگاه علوم پزشکی سبزوار             |      | سبزوار      | ۱۳۶۵      | ۵             | ۶                        | ۶۷۵                         | ۶                      | ۴۷۰۹۰۴         | جوین                                          | [ ۴۴ ] |
| ۳۰   | دانشگاه علوم پزشکی سمنان              |      | سمنان       | ۱۳۶۷      | ۸             | ۸                        | ۸۹۲                         | ۶                      | ۴۵۲۷۶۲         | آرادان، دامغان، گرمسار                        | [ ۴۵ ] |
| ۳۱   | دانشگاه علوم پزشکی شاهد               |      | تهران       | ۱۳۶۹      | ۳             | ۱                        | ۱۷۲                         | —                      | —              | —                                             | [ ۴۶ ] |
| ۳۲   | دانشگاه علوم پزشکی شاهرود             |      | شاهرود      | ۱۳۶۱      | ۴             | ۳                        | ۶۸۳                         | ۲                      | ۲۵۲۰۵۰         | —                                             | [ ۱۱ ] |
| ۳۳   | دانشگاه علوم پزشکی شهرکرد             |      | شهرکرد      | ۱۳۶۵      | ۷             | ۱۰                       | ۱۵۸۹                        | ۹                      | ۹۵۸۲۶۳         | بروجن                                         | [ ۴۷ ] |
| ۳۴   | دانشگاه علوم پزشکی شهید بهشتی         |      | تهران       | ۱۳۳۸      | ۱۳            | ۶۳                       | ۱۰۰۱۸                       | ۹                      | ۵۵۸۸۰۰۵        | ورامین                                        | [ ۴۸ ] |
| ۳۵   | دانشگاه علوم پزشکی شهید صدوقی یزد     |      | یزد         | ۱۳۶۲      | ۱۱            | ۲۰                       | ۲۸۹۵                        | ۱۰                     | ۱۱۶۵۲۸۵        | ابرکوه، اردکان، میبد                          | [ ۴۹ ] |
| ۳۶   | دانشگاه علوم پزشکی شیراز              |      | شیراز       | ۱۳۲۵      | ۱۷            | ۶۳                       | ۷۶۸۰                        | ۲۹                     | ۴۱۵۶۲۱۴        | آباده، اردکان، استهبان، داراب، لامرد، نورآباد | [ ۵ ]  |
| ۳۷   | دانشگاه علوم پزشکی فسا                |      | فسا         | ۱۳۶۵      | ۴             | ۲                        | ۴۷۰                         | ۱                      | ۲۰۵۵۹۹         | —                                             | [ ۵۰ ] |
| ۳۸   | دانشگاه علوم پزشکی قزوین              |      | قزوین       | ۱۳۶۴      | ۵             | ۱۵                       | ۱۸۶۰                        | ۶                      | ۱۲۷۹۴۸۴        | —                                             | [ ۵۱ ] |
| ۳۹   | دانشگاه علوم پزشکی قم                 |      | قم          | ۱۳۷۶      | ۷             | ۹                        | ۱۹۲۵                        | ۱                      | ۱۳۲۰۴۰۵        | —                                             | [ ۵۲ ] |
| ۴۰   | دانشگاه علوم پزشکی کاشان              |      | کاشان       | ۱۳۶۵      | ۶             | ۱۰                       | ۱۱۳۲                        | ۲                      | ۴۷۴۴۴۳         | آران و بیدگل                                  | [ ۵۳ ] |
| ۴۱   | دانشگاه علوم پزشکی کردستان            |      | سنندج       | ۱۳۶۵      | ۵             | ۱۸                       | ۲۲۵۹                        | ۱۰                     | ۱۶۲۴۸۸۴        | —                                             | [ ۵۴ ] |
| ۴۲   | دانشگاه علوم پزشکی کرمان              |      | کرمان       | ۱۳۵۶      | ۱۰            | ۲۰                       | ۲۸۹۴                        | ۹                      | ۱۲۹۶۲۰۳        | بافت، زرند                                    | [ ۵۵ ] |
| ۴۳   | دانشگاه علوم پزشکی کرمانشاه           |      | کرمانشاه    | ۱۳۴۴      | ۹             | ۲۳                       | ۳۰۱۸                        | ۱۴                     | ۱۹۵۳۸۷۶        | سنقر                                          | [ ۵۶ ] |
| ۴۴   | دانشگاه علوم پزشکی گلستان             |      | گرگان       | ۱۳۷۰      | ۷             | ۲۵                       | ۲۶۸۸                        | ۱۴                     | ۱۸۸۷۱۷۹        | —                                             | [ ۵۷ ] |
| ۴۵   | دانشگاه علوم پزشکی گناباد             |      | گناباد      | ۱۳۶۵      | ۴             | ۲                        | ۲۵۲                         | ۲                      | ۱۲۱۶۶۳         | —                                             | [ ۵۸ ] |
| ۴۶   | دانشگاه علوم پزشکی گیلان              |      | رشت         | ۱۳۶۳      | ۸             | ۳۶                       | ۳۶۶۰                        | ۱۶                     | ۲۵۴۰۶۶۱        | بندر انزلی، لنگرود                            | [ ۵۹ ] |
| ۴۷   | دانشگاه علوم پزشکی لرستان             |      | خرم‌آباد     | ۱۳۶۸      | ۱۰            | ۲۶                       | ۲۴۷۴                        | ۱۱                     | ۱۷۶۱۹۳۰        | الیگودرز، بروجرد، پلدختر، دورود               | [ ۶۰ ] |
| ۴۸   | دانشگاه علوم پزشکی مازندران           |      | ساری        | ۱۳۵۴      | ۱۱            | ۳۸                       | ۴۱۳۳                        | ۲۱                     | ۲۷۸۶۲۸۷        | آمل، بهشهر، رامسر                             | [ ۶۱ ] |
| ۴۹   | دانشگاه علوم پزشکی مشهد               |      | مشهد        | ۱۳۲۸      | ۱۱            | ۴۸                       | ۷۷۴۹                        | ۱۶                     | ۴۸۲۲۹۹۴        | درگز، قوچان، کاشمر                            | [ ۸ ]  |
| ۵۰   | دانشگاه علوم پزشکی نیشابور            |      | نیشابور     | ۱۳۸۸      | ۳             | ۲                        | ۸۲۳                         | ۴                      | ۵۳۰۰۰۰         | __                                            | [ ۶۲ ] |
| ۵۱   | دانشگاه علوم پزشکی هرمزگان            |      | بندرعباس    | ۱۳۶۵      | ۹             | ۲۱                       | ۲۲۱۸                        | ۱۳                     | ۱۸۰۴۱۲۱        | بندر لنگه، قشم، میناب                         | [ ۶۳ ] |
| ۵۲   | دانشگاه علوم پزشکی همدان              |      | همدان       | ۱۳۵۴      | ۱۲            | ۲۱                       | ۲۸۶۰                        | ۸                      | ۱۶۳۴۵۴۸        | ملایر، نهاوند                                 | [ ۶۴ ] |
| ۵۳   | دانشگاه علوم پزشکی یاسوج              |      | یاسوج       | ۱۳۶۹      | ۵             | ۱۰                       | ۸۴۶                         | ۸                      | ۷۲۳۹۳۷         | —                                             | [ ۶۵ ] |

### دانشکده‌های مستقل
| ردیف | نام دانشکده                      | شهر      | سال تأسیس | تعداد دانشکده | تعداد بیمارستان تحت پوشش | تعداد تخت فعال در بیمارستان | تعداد شهرستان تحت پوشش | جمعیت تحت پوشش | دانشکده‌های اقماری | منابع         |
| ۱    | دانشکده علوم پزشکی اسدآباد       | اسدآباد  | ۱۳۹۰      | ۱             | ۱                        | ۱۵۱                         | ۱                      | ۹۹۶۸۰          | —                 | [ ۶۶ ]        |
| ۲    | دانشکده علوم پزشکی اسفراین       | اسفراین  | ۱۳۹۰      | ۱             | ۱                        | ۱۲۸                         | ۱                      | ۱۱۹۲۱۳         | —                 | [ ۶۷ ]        |
| ۳    | دانشکده علوم پزشکی بهبهان        | بهبهان   | ۱۳۷۰      | ۱             | ۴                        | ۲۹۷                         | ۲                      | ۲۰۱۹۵۶         | —                 | [ ۶۸ ]        |
| ۴    | دانشکده علوم پزشکی تربت جام      | تربت جام | ۱۳۹۰      | ۱             | ۳                        | ۲۹۹                         | ۲                      | ۲۶۸۶۶۳         | —                 | [ ۶۹ ]        |
| ۵    | دانشکده علوم پزشکی خلخال         | خلخال    | ۱۳۷۲      | ۱             | ۱                        | ۱۲۹                         | ۱                      | ۸۵۶۷۸          | —                 | [ ۷۰ ]        |
| ۶    | دانشکده علوم پزشکی خمین          | خمین     | ۱۳۷۱      | ۱             | ۱                        | ۱۱۰                         | ۱                      | ۱۰۴۵۴۷         | —                 | [ ۷۱ ] [ ۷۲ ] |
| ۷    | دانشکده علوم پزشکی خوی           | خوی      | ۱۳۷۱      | ۱             | ۳                        | ۶۶۰                         | ۱                      | ۳۴۶۲۸۶         | —                 | [ ۷۳ ]        |
| ۸    | دانشکده علوم پزشکی ساوه          | ساوه     | ۱۳۷۶      | ۱             | ۵                        | ۴۱۵                         | ۲                      | ۳۵۳۶۹۸         | —                 | [ ۷۴ ]        |
| ۹    | دانشکده علوم پزشکی سراب          | سراب     | ۱۳۹۲      | ۱             | ۱                        | ۱۲۶                         | ۱                      | ۱۱۹۰۷۴         | —                 | [ ۷۵ ]        |
| ۱۰   | دانشکده علوم پزشکی سیرجان        | سیرجان   | ۱۳۸۷      | ۱             | ۳                        | ۳۶۵                         | ۱                      | ۳۳۵۳۸۴         | —                 | [ ۷۶ ]        |
| ۱۱   | دانشکده علوم پزشکی شوشتر         | شوشتر    | ۱۳۸۸      | ۱             | ۳                        | ۲۳۶                         | ۱                      | ۱۹۲۱۴۵         | —                 | [ ۷۷ ] [ ۷۸ ] |
| ۱۲   | دانشکده علوم پزشکی گراش          | گراش     | ۱۳۷۹      | ۲             | ۱                        | ۱۳۹                         | ۱                      | ۵۵۲۷۷          | —                 | [ ۷۹ ]        |
| ۱۳   | دانشکده علوم پزشکی لارستان       | لار      | ۱۳۶۶      | ۲             | ۴                        | ۳۲۱                         | ۴                      | ۲۵۲۷۳۲         | اوز               | [ ۸۰ ]        |
| ۱۴   | دانشکده علوم پزشکی مراغه         | مراغه    | ۱۳۶۹      | ۱             | ۲                        | ۲۸۹                         | ۱                      | ۲۶۵۵۹۲         | —                 | [ ۸۱ ]        |
| ۱۵   | دانشکده علوم پزشکی چابهار        | چابهار   | ۱۴۰۲      | ۱             | ۳                        | .                           | ۶                      | ۶۵۰,۴۱۳        | نیکشهر            | [ ۸۲ ]        |
| ۱۶   | دانشکده علوم پزشکی شرق هرمزگان   | میناب    | ۱۴۰۲      | ۱             |                          | .                           | ۴                      |                | .                 | [ ۸۳ ]        |
| ۱۷   | دانشکده علوم پزشکی غرب هرمزگان   | بندرلنگه | ۱۴۰۲      | ۱             | ۳                        | .                           | ۳                      |                |                   | [ ۸۴ ]        |
| ۱۸   | دانشکده علوم پزشکی جنوب شرق فارس | داراب    | ۱۴۰۴      | ۱             | ۳                        | .                           | ۲                      | ۲۷۴،۶۹۰        | .                 | [ ۸۵ ]        |

### واحدهای مجری علوم پزشکی دانشگاه آزاد
| نام دانشگاه                         | نشانی وبگاه | تعداد واحد مجری | تعداد دانشکده | تعداد بیمارستان تحت پوشش | تعداد تخت فعال در بیمارستان |
| حوزه علوم پزشکی دانشگاه آزاد اسلامی | med.iau.ir  | ۹۶              | ۱۱۶           | ۱۰                       | ۱۵۰۰                        |

- آبادان
- آباده
- آستارا
- آمل
- ابهر
- اراک
- اردبیل
- ارسنجان
- ارومیه
- استهبان
- اصفهان
- اقلید
- اهر
- اهواز
- ایرانشهر
- ایلام
- بابل
- بجنورد
- بروجرد
- بناب
- بندرعباس
- بندرگز
- بوشهر
- بهبهان
- بیرجند
- علوم پزشکی تهران
- تاکستان
- تبریز
- تنکابن
- تویسرکان
- تهران شمال
- جهرم
- جیرفت
- چالوس
- خرم‌آباد
- خلخال
- خمین
- خوی
- داراب
- دامغان
- دزفول
- دورود
- دهاقان
- رشت
- زاهدان
- زرند
- زنجان
- ساری
- ساوه
- سبزوار
- سراب
- سروستان
- سمنان
- سنندج
- سیرجان
- شاهرود
- شهربابک
- شهرکرد
- شیراز
- شیروان
- علی‌آباد کتول
- فردوس
- فلاورجان
- فیروزآباد
- قزوین
- قشم
- علوم پزشکی قم
- قوچان
- کازرون
- کاشان
- کاشمر
- کرج
- کرمان
- کرمانشاه
- کلیبر
- کیش
- گچساران
- گرگان
- گناباد
- لارستان
- لاهیجان
- مراغه
- مرند
- مسجد سلیمان
- مشهد
- مهاباد
- میبد
- نجف‌آباد
- نراق
- نیشابور
- ورامین
- همدان
- یاسوج
- یزد

## نقشه

نقشه شهرستان(های) تحت پوشش هر دانشگاه یا دانشکدهٔ علوم پزشکی در ایران
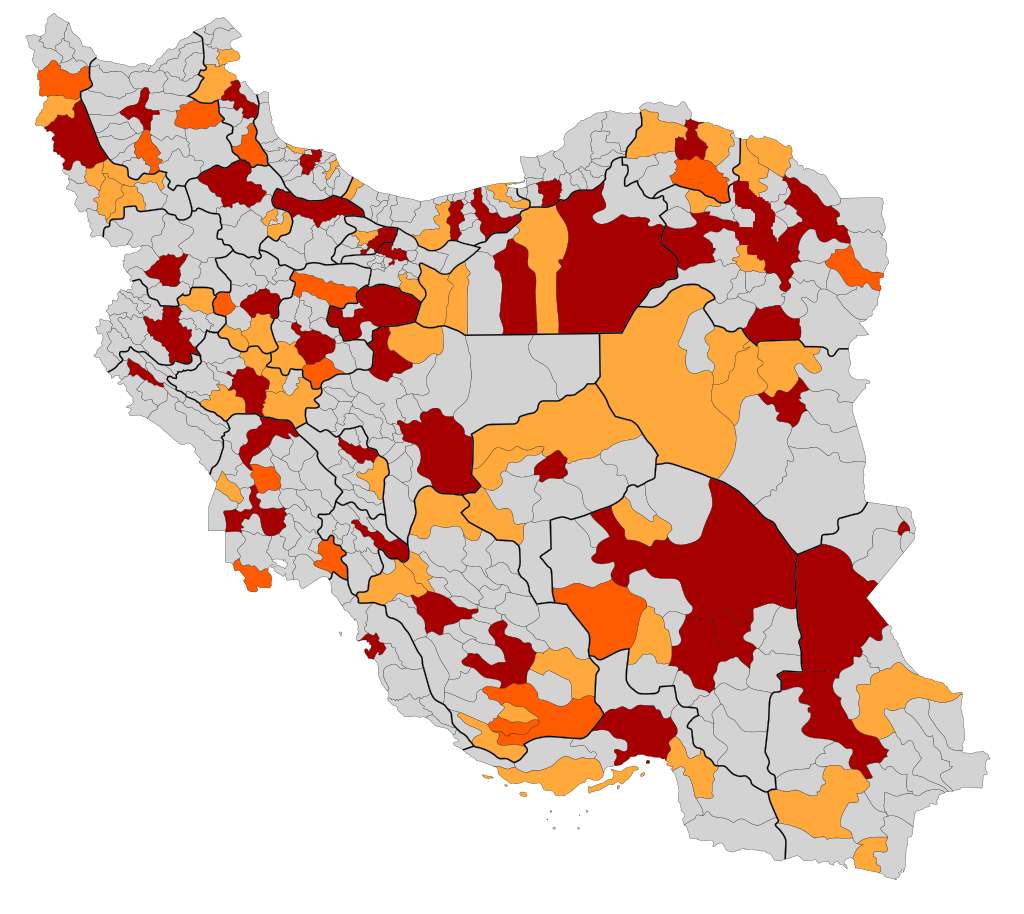
نقشه دانشگاه‌ها و دانشکده‌های علوم پزشکی و دانشکده‌های اقماری آن‌ها به تفکیک شهرستان   دانشگاه علوم پزشکی  دانشکده علوم پزشکی  دانشکده اقماری
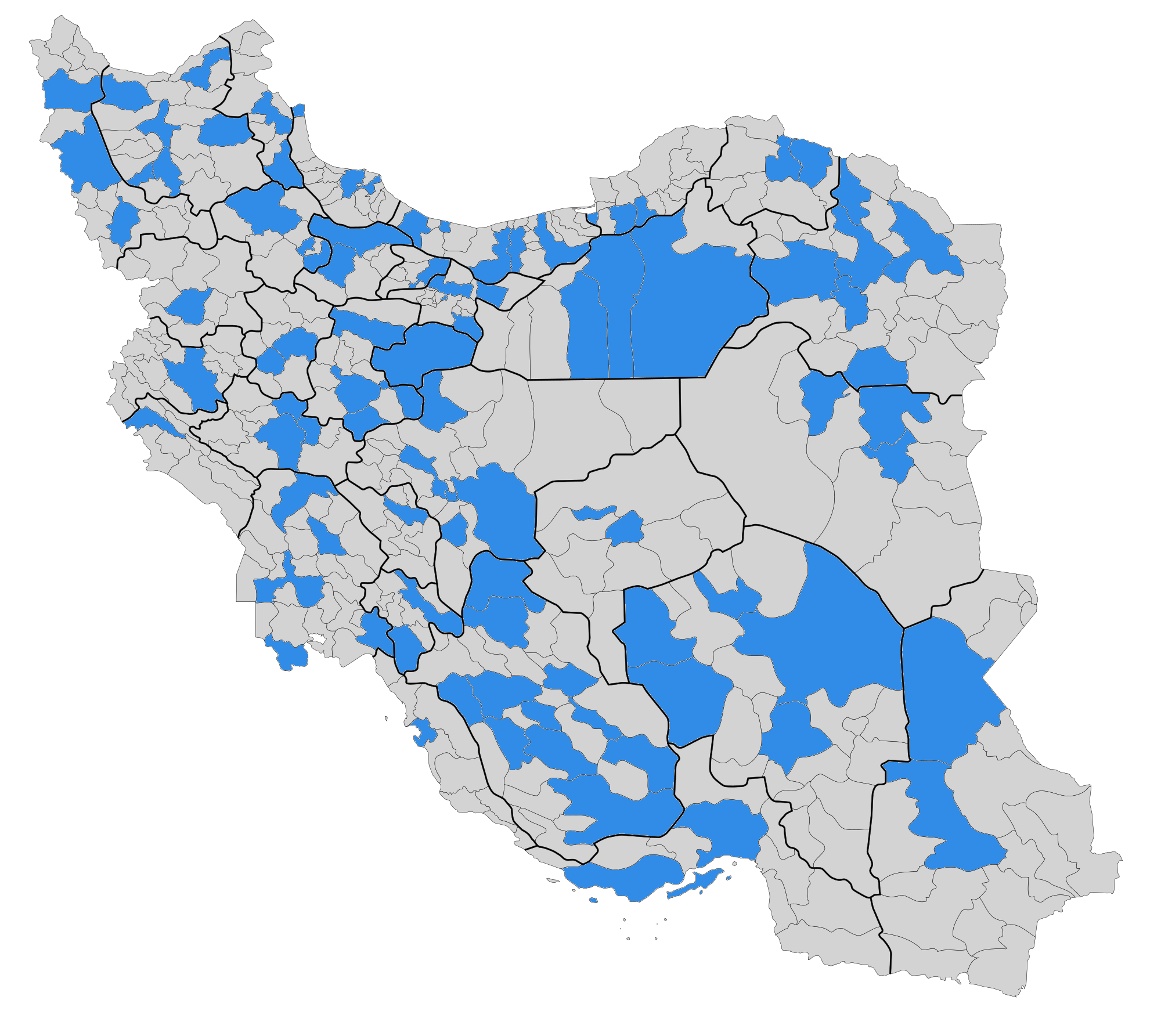
نقشه شهرستان‌هایی که دارای واحد مجری علوم پزشکی دانشگاه آزاد هستند
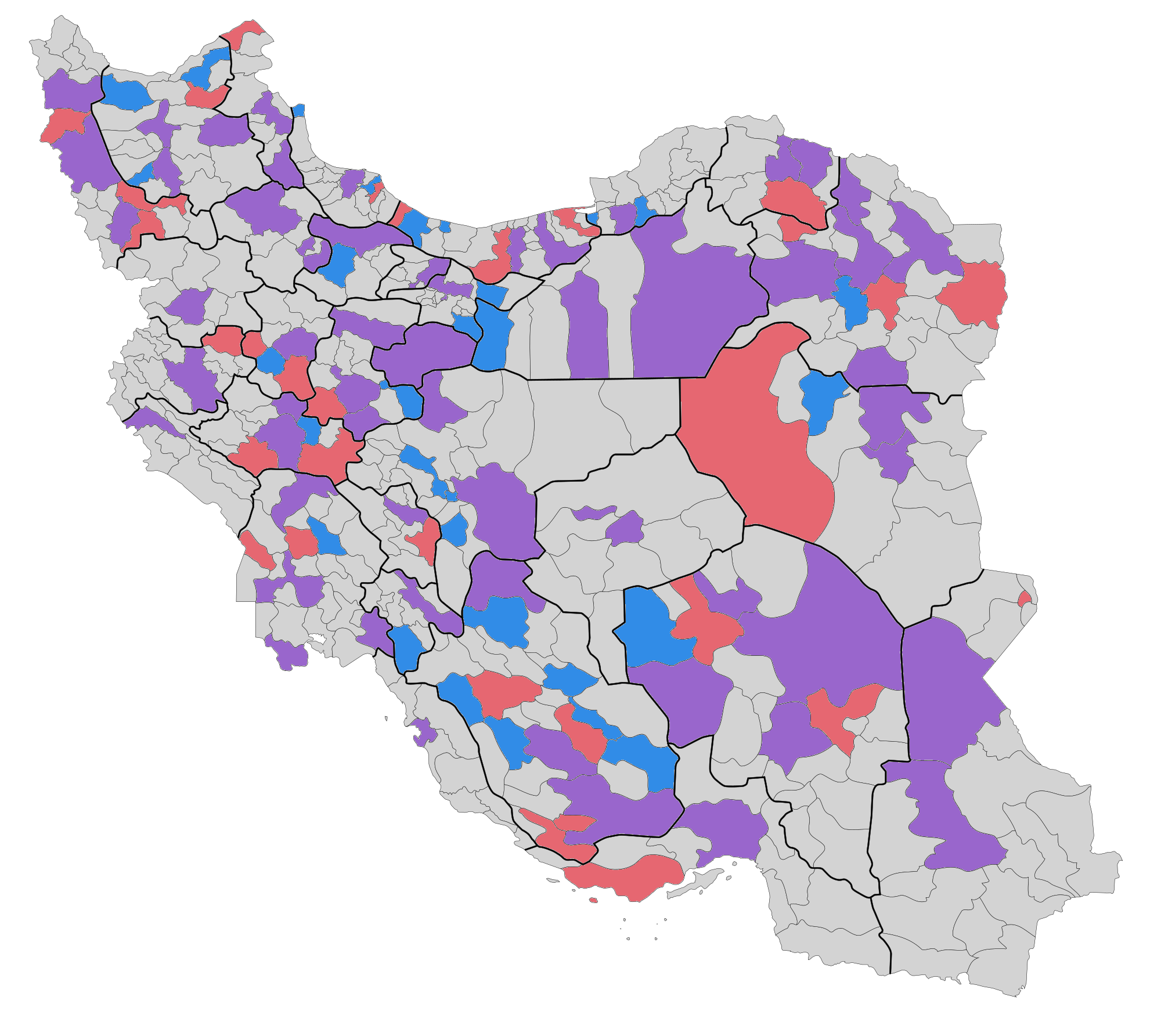
پراکندگی دانشکده‌های پرستاری در ایران   دانشکده‌های پرستاری دولتی  دانشکده‌های پرستاری آزاد  هردو
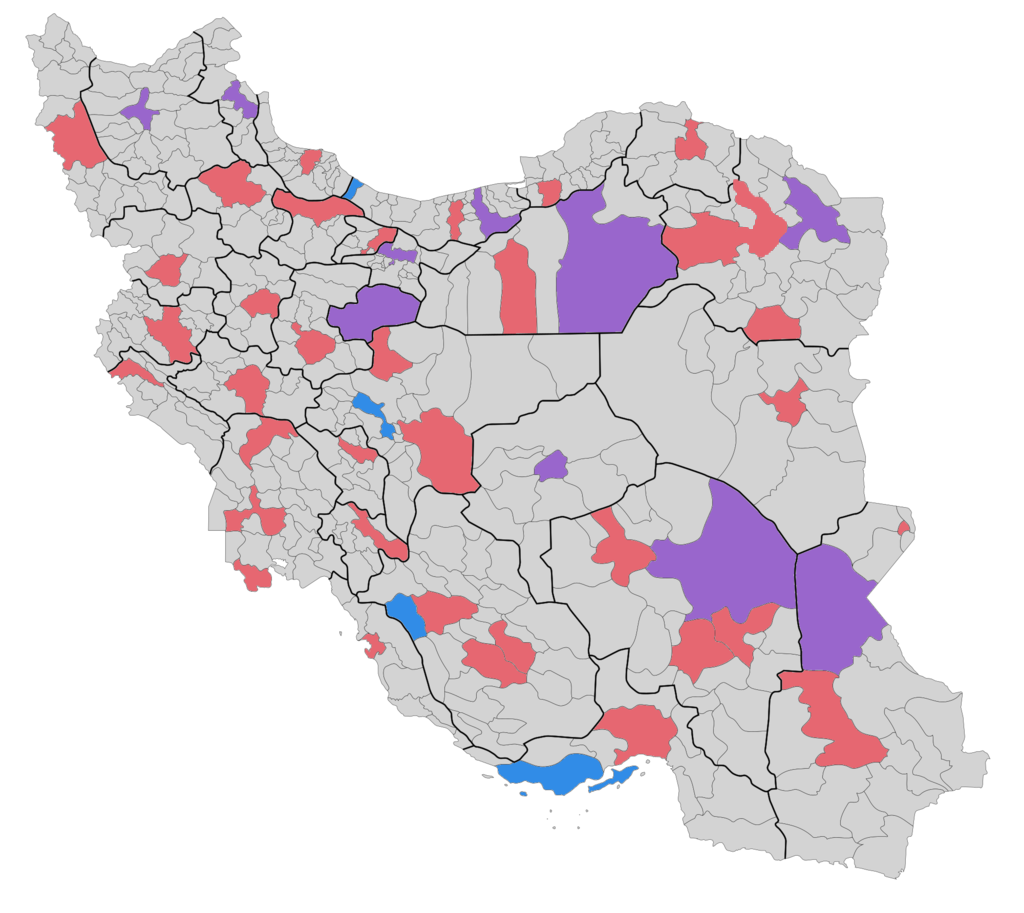
پراکندگی دانشکده‌های پزشکی در ایران   دانشکده‌های پزشکی دولتی  دانشکده‌های پزشکی آزاد  هردو
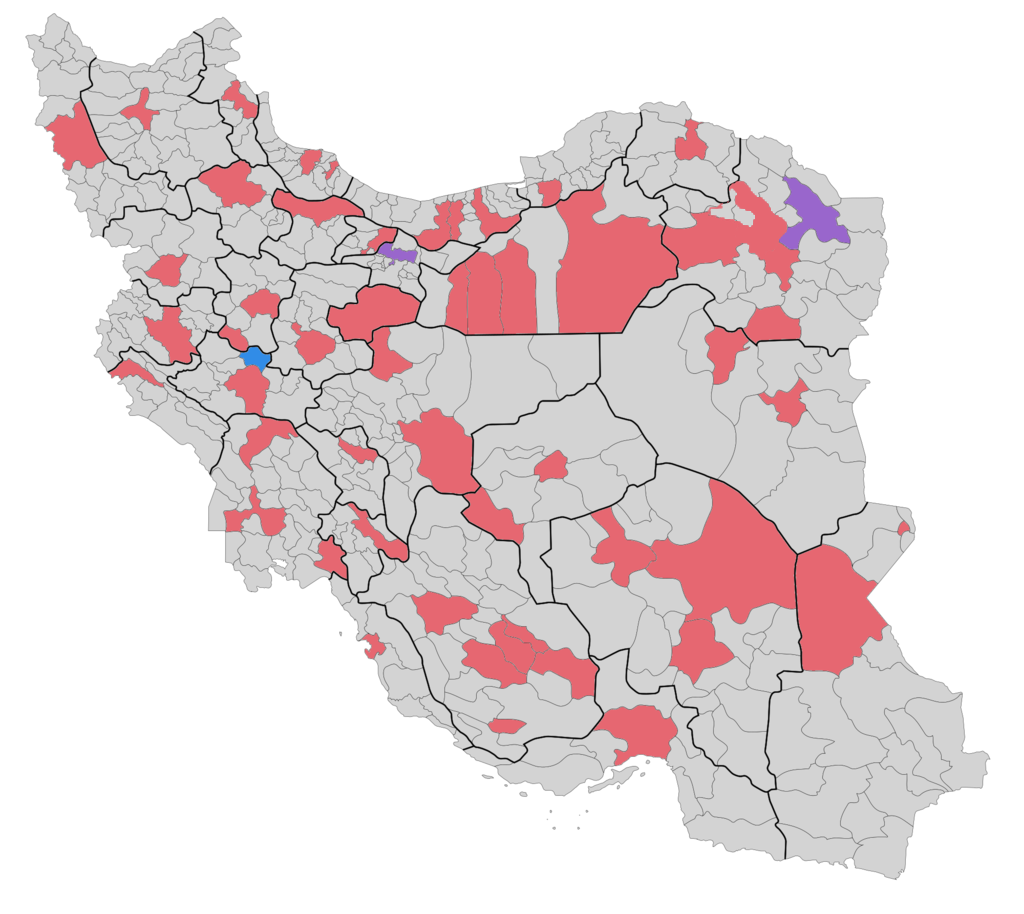
پراکندگی دانشکده‌های پیراپزشکی در ایران   دانشکده‌های پیراپزشکی دولتی  دانشکده‌های پیراپزشکی آزاد  هردو
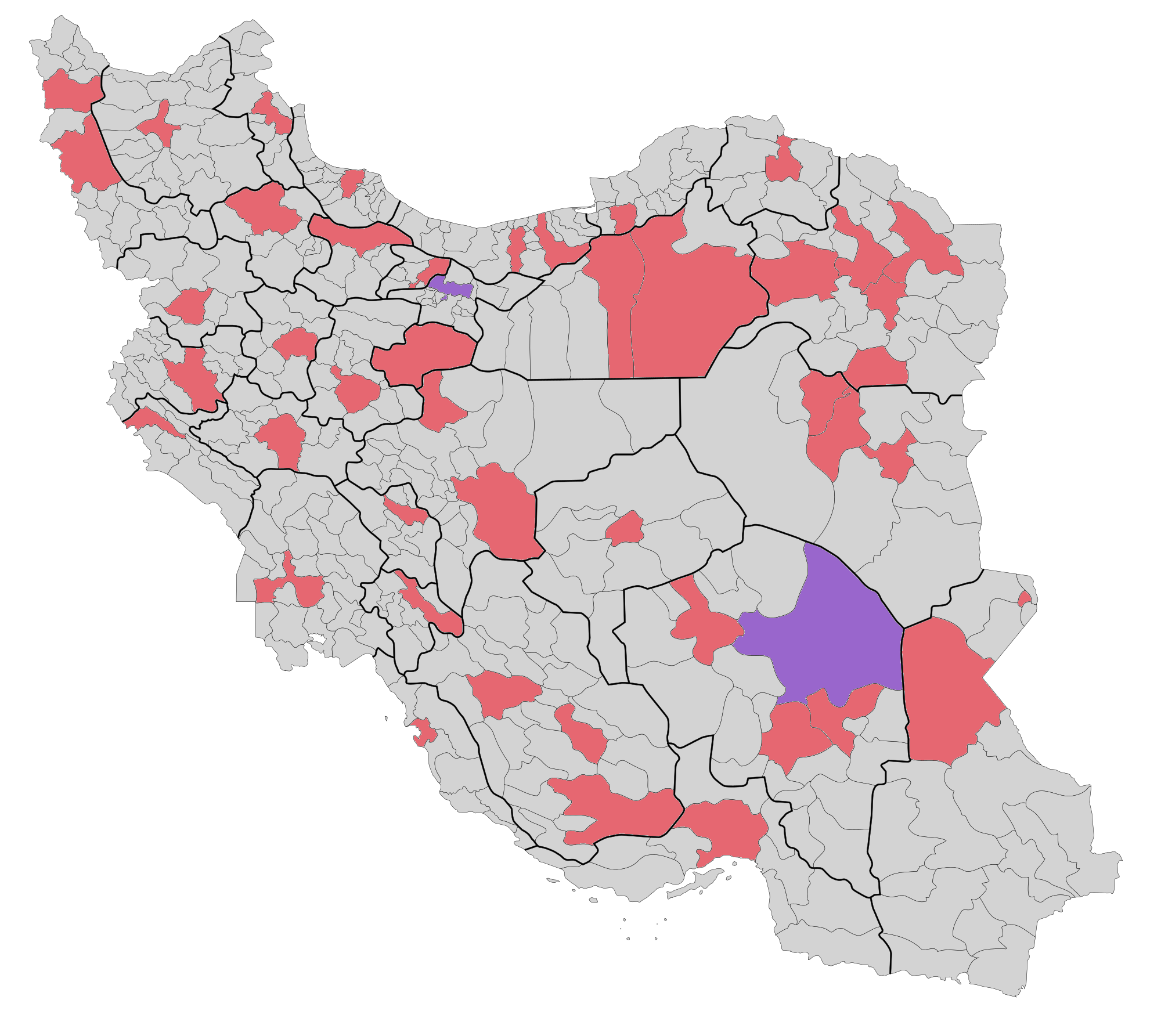
پراکندگی دانشکده‌های بهداشت در ایران   دانشکده‌های بهداشت دولتی  دانشکده‌های بهداشت دولتی و آزاد
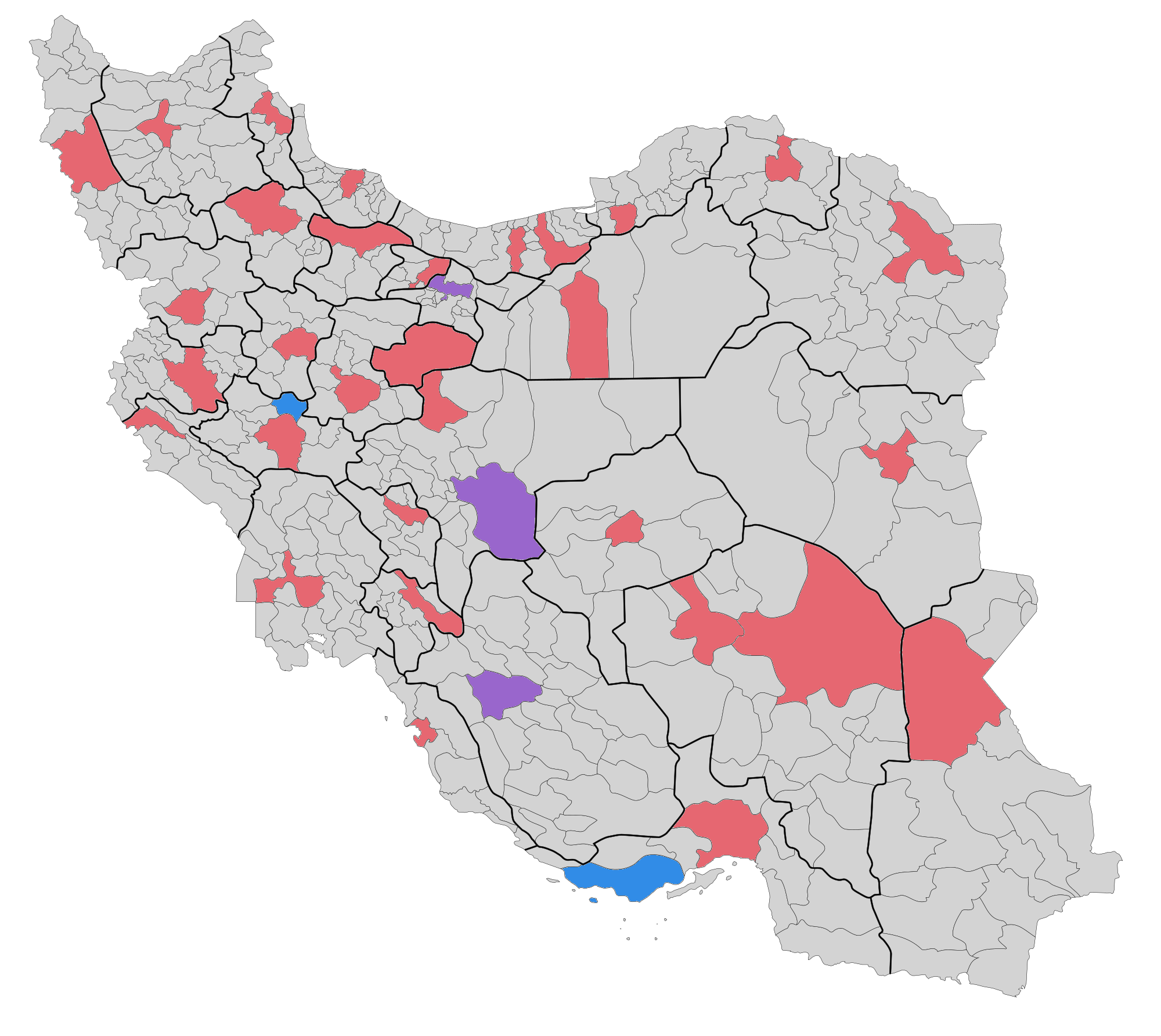
پراکندگی دانشکده‌های دندانپزشکی در ایران   دانشکده‌های دندانپزشکی دولتی  دانشکده‌های دندانپزشکی آزاد  هردو
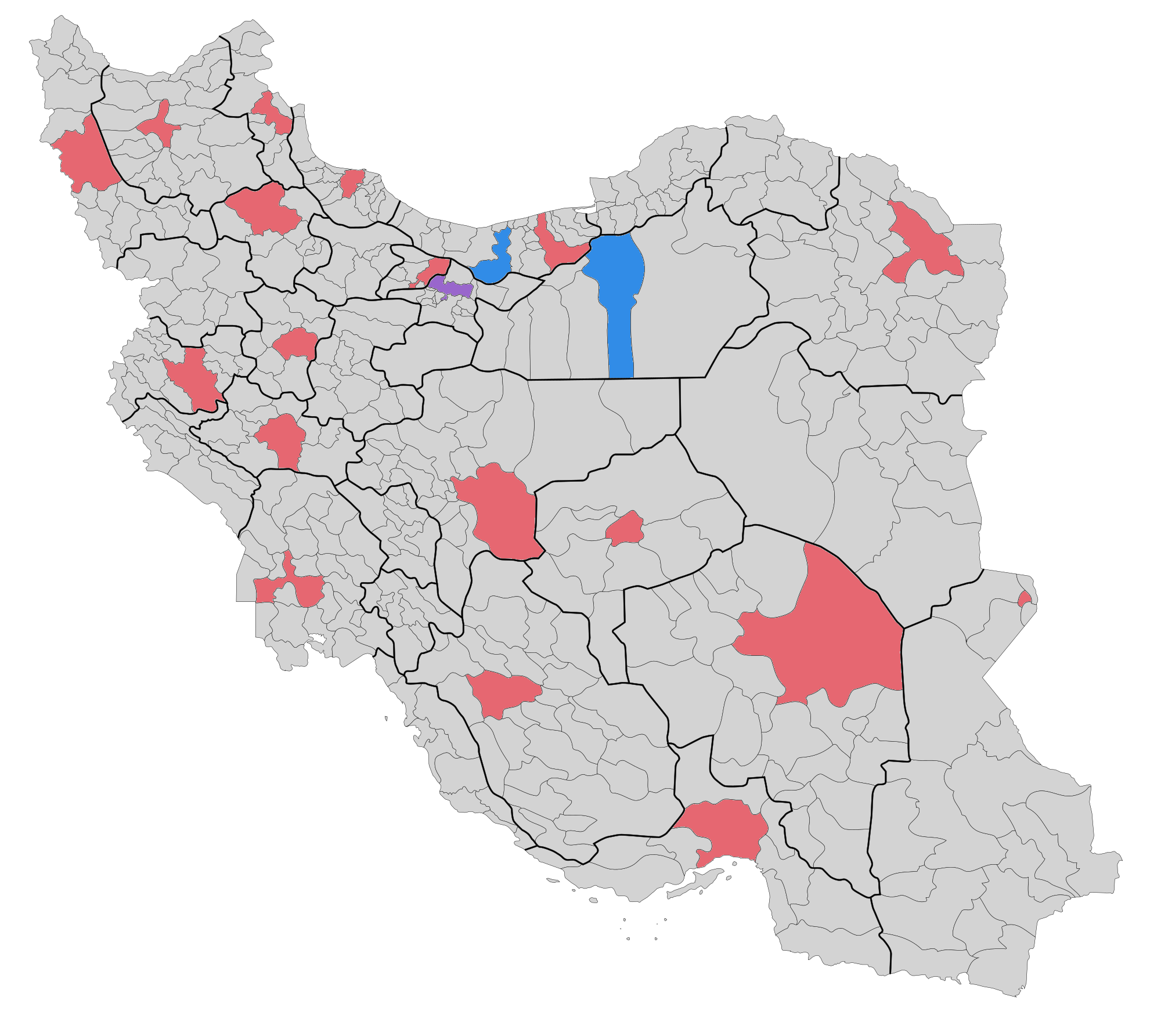
پراکندگی دانشکده‌های داروسازی در ایران   دانشکده‌های داروسازی دولتی  دانشکده‌های داروسازی آزاد  هردو
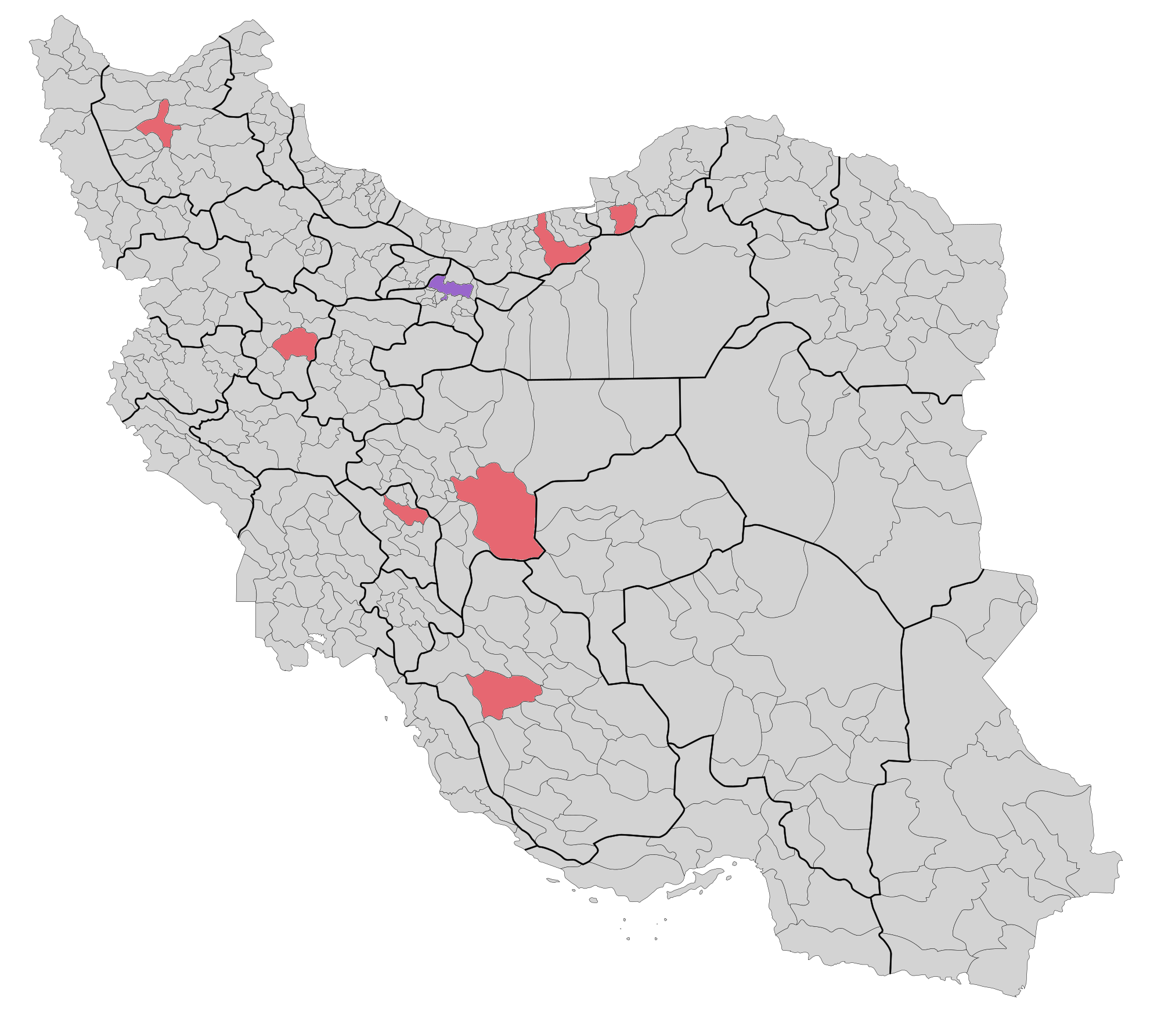
پراکندگی دانشکده‌های علوم و فناوری‌های نوین در ایران   دانشکده‌های علوم نوین دولتی  دانشکده‌های علوم نوین دولتی و آزاد
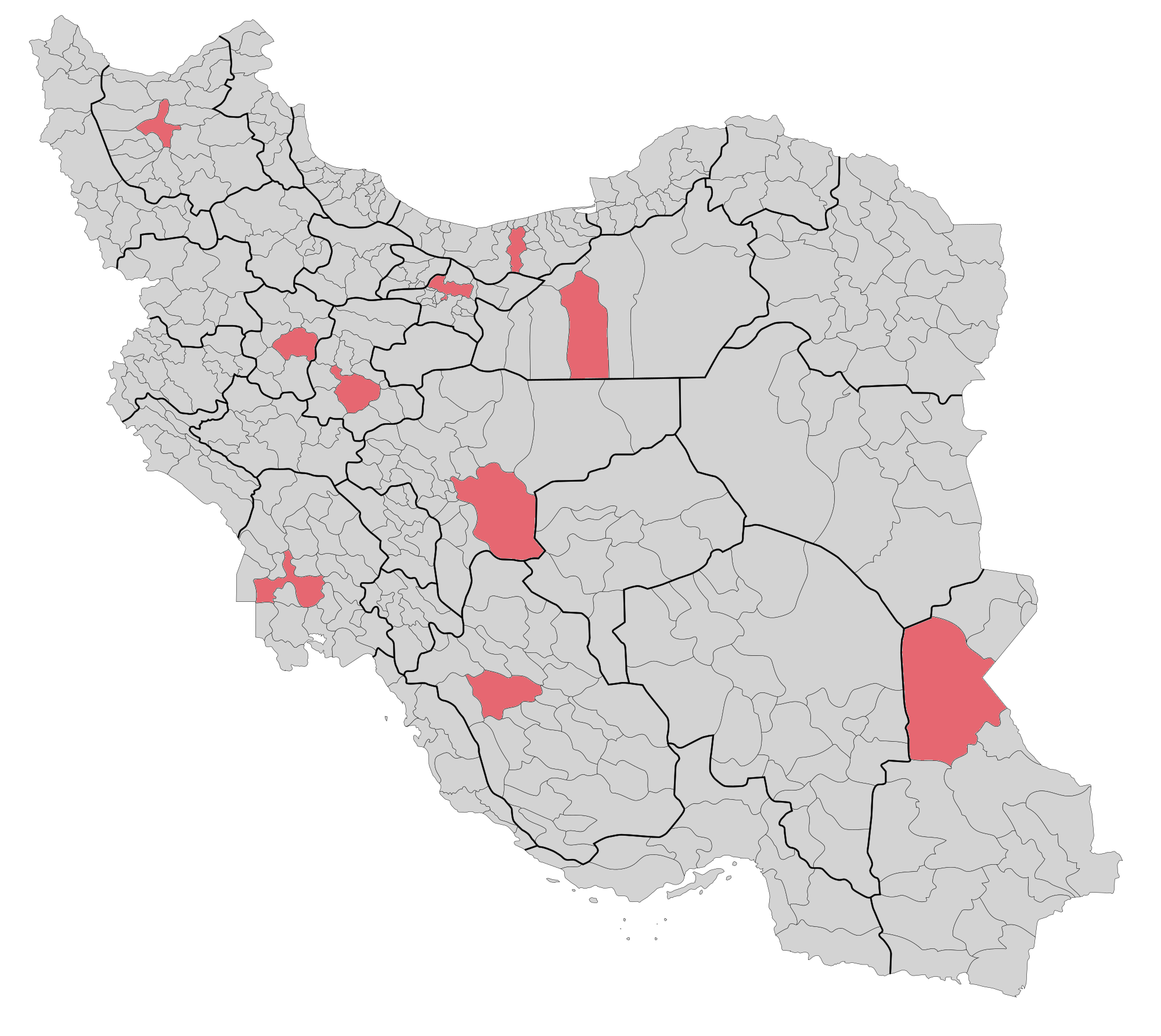
پراکندگی دانشکده‌های توانبخشی در ایران
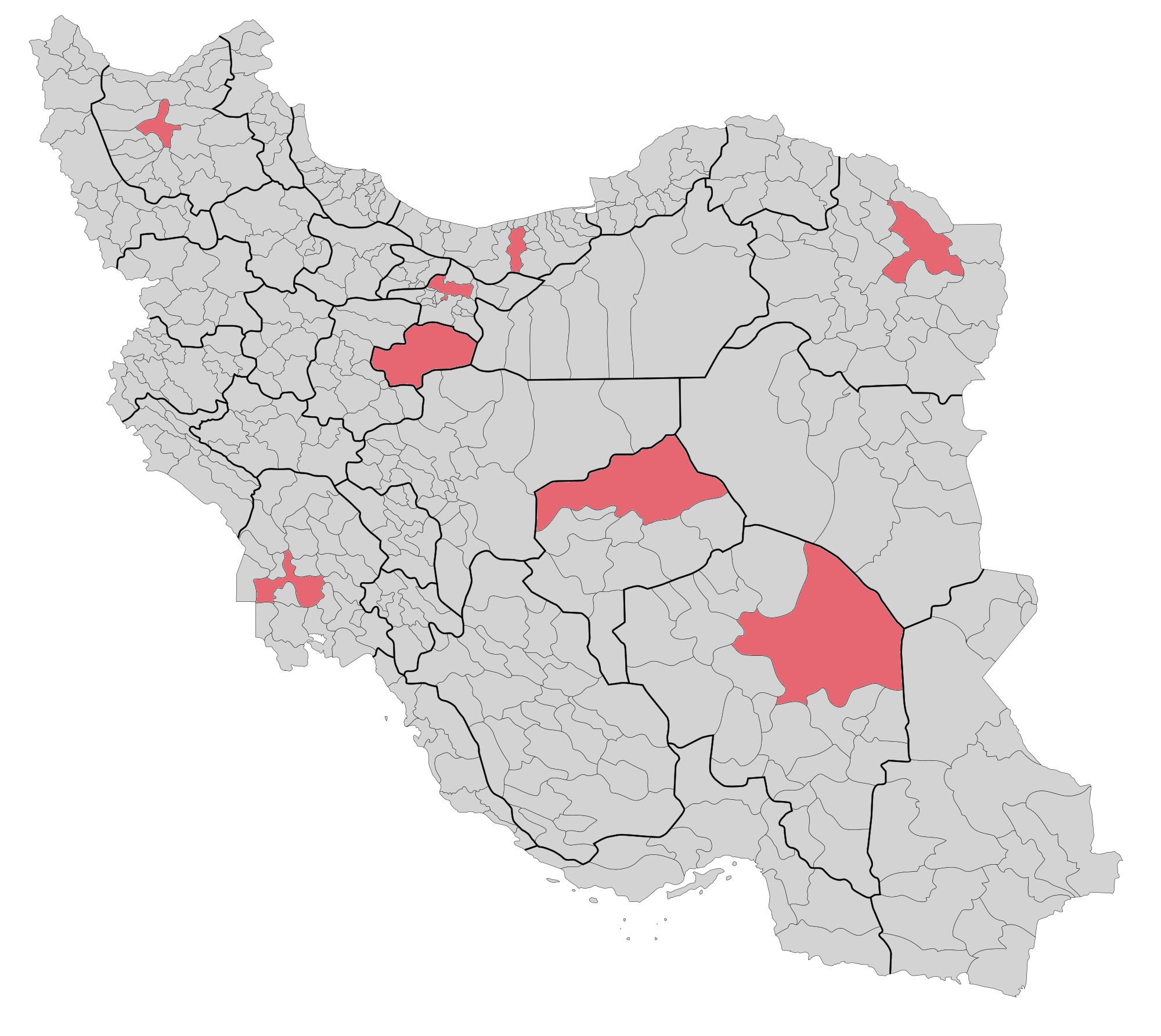
پراکندگی دانشکده‌های طب سنتی در ایران
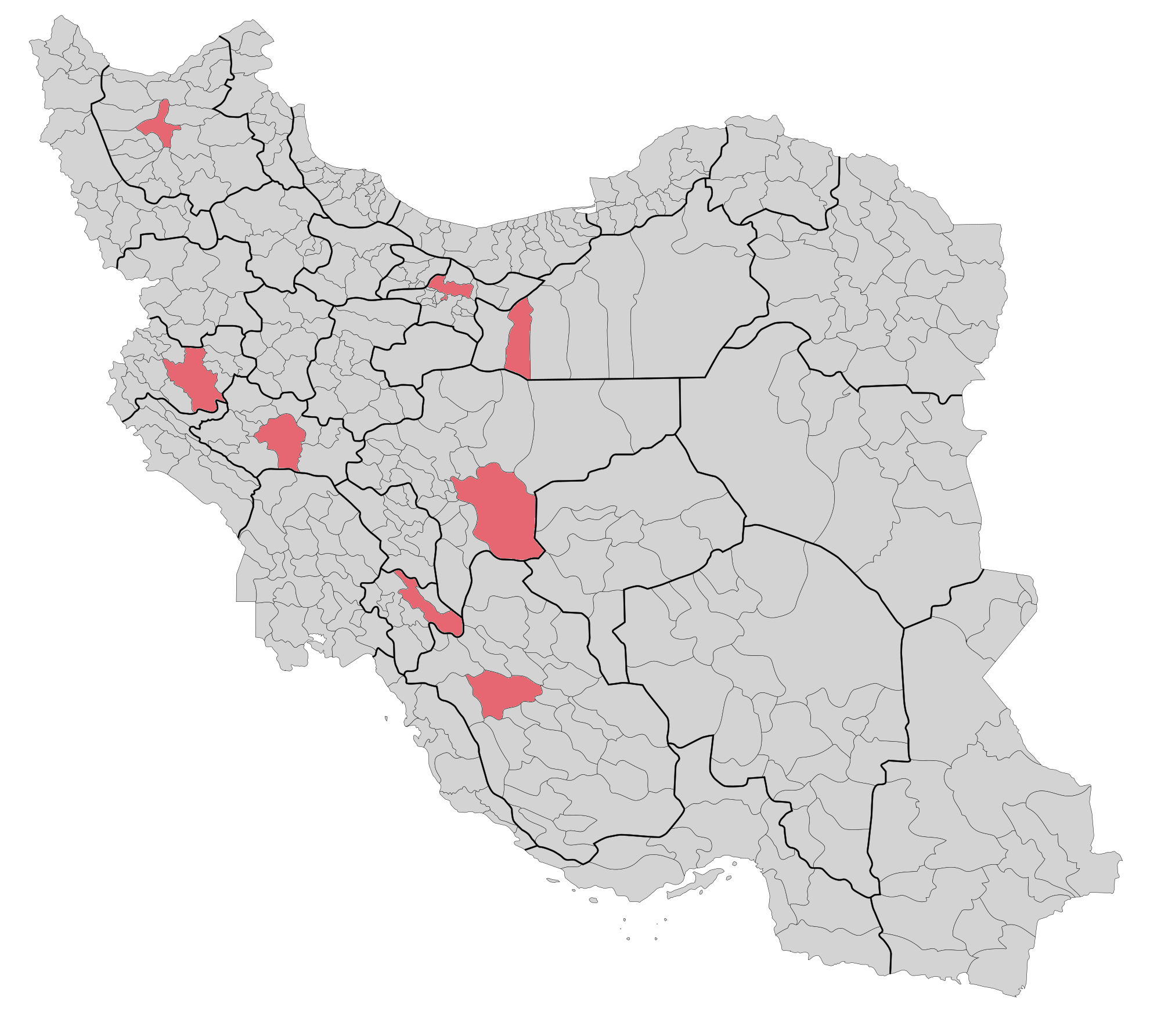
پراکندگی دانشکده‌های علوم تغذیه در ایران
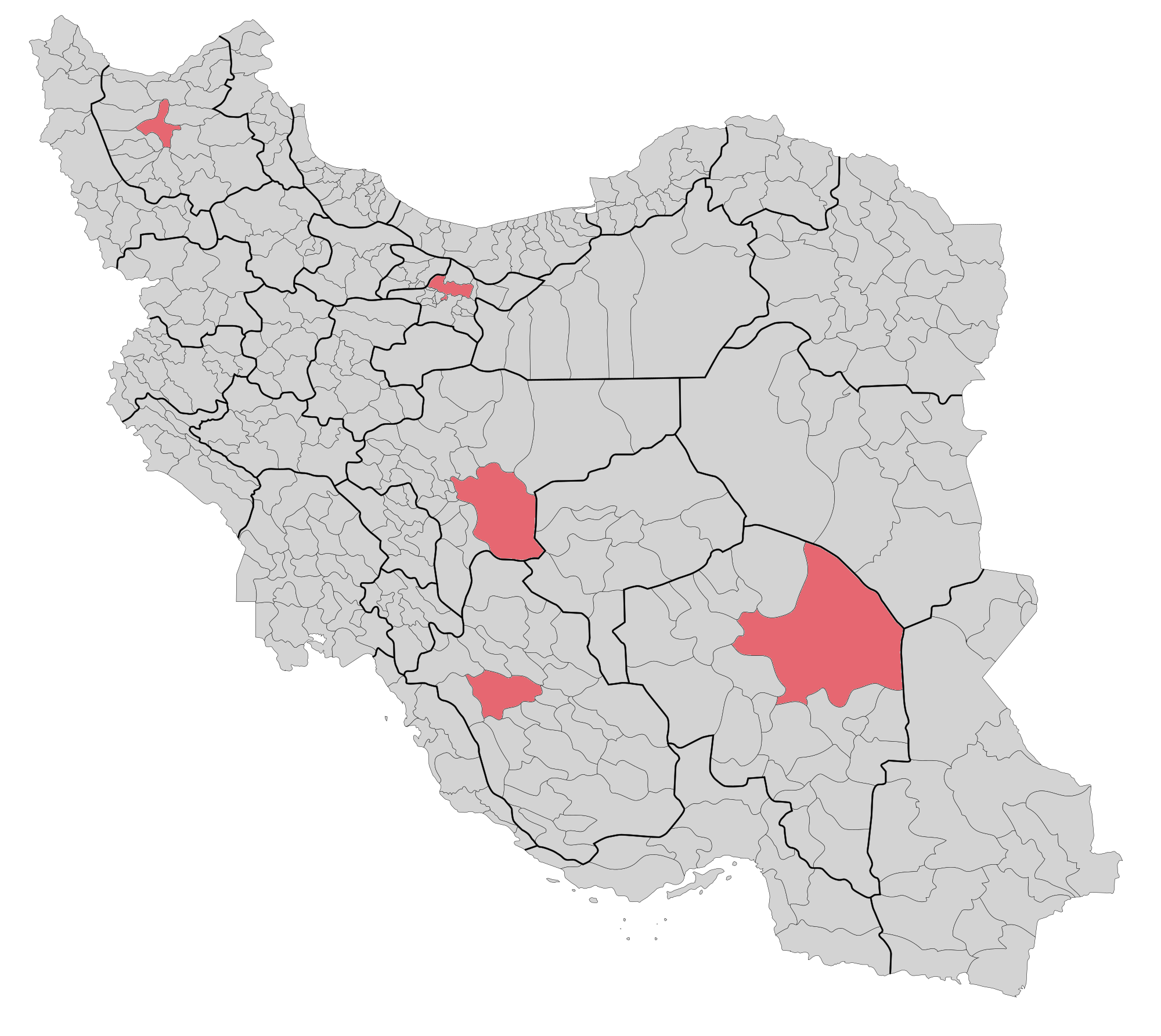
پراکندگی دانشکده‌های مدیریت و اطلاع‌رسانی پزشکی در ایران